# Aérospatiale SA 321 Super Frelon
O Aérospatiale SA 321 Super Frelon (Super Frelon – "Super Vespa") é um helicóptero anfíbio pesado de transporte, desenvolvido e produzido pela Sud Aviation (e depois pela Aérospatiale) da França. Mais de 110 exemplares foram construídos (entre 1962 e 1981) e ele foi usado, além dos franceses, por Israel, África do Sul, Iraque, Grécia e Líbia. Atualmente só a China opera esta aeronave, sob o prefixo Z-8.
|  |  |
|  |  |